# Syneches fijiensis
Syneches fijiensis är en tvåvingeart som beskrevs av Yang och Yao 2007. Syneches fijiensis ingår i släktet Syneches och familjen puckeldansflugor.
Artens utbredningsområde är Fiji. Inga underarter finns listade i Catalogue of Life.